# Testajapyx thomasi
Testajapyx, Testajapygidae
Famille
Genre
Espèce
Testajapyx thomasi est une espèce fossile de diploures, la seule du genre Testajapyx et de la famille des Testajapygidae.
Elle a été découverte en Illinois et date du Carbonifère supérieur.

## Classification
La famille, le genre et l'espèce sont décrits par Jarmila Kukalová-Peck en 1987,. 

### Fossiles
Selon Paleobiology Database en 2023, deux collections de fossiles sont référencés. Elles sont respectivement du Moscovien et du Westphalien, deux époques du Pennsylvanien moyen du Carbonifère supérieur. 

### Publication originale
- [Jarmilla Kukalová-Peck 1987] (en) Jarmila Kukalová-Peck, « New Carboniferous Diplura, Monura, and Thysanura, the hexapod ground plan, and the role of thoracic side lobes in the origin of wings (Insecta) », Canadian Journal of Zoology, vol. 65, no 10,‎ 1987, p. 2327-2345 (lire en ligne).